# Esporte em Honduras
O esporte em Honduras é uma série de práticas de diferentes desportos. Em Honduras se praticam uma variedade de esportes, mas o futebol é o de maior popularidade entre os hondurenhos. Além do futebol em Honduras se pratica o Lima Lama, Kick boxing, Muay Thai, beisebol, basquete, caratê, judô, entre tantos outros.

## Futebol de Honduras
O futebol é o esporte mais popular entre os hondurenhos. Em Honduras o futebol chegou como em muitos outros países. Aos poucos foi se organizando até chegar a tomar um lugar importante na sociedade hondurenha. Apesar de ser o esporte que mais se pratica, as conquistas têm sido relativamente poucas. Embora, muitos jogadores talentosos terem nascidos no país, muitos tiveram a oportunidade de viajar para o exterior e ter sucesso.
Em Honduras o futebol veio de fora, tal como aconteceu em alguns países da América do Sul, e em outros países do mundo. A influência dos britânicos em países estrangeiros os permitia a estes, com seu poderio logístico e econômico vaguear por todo o mundo; levando consigo suas crenças, maneiras de vida e suas formas de entretenimento.
No Brasil, navegantes britânicos foram os primeiros em jogar futebol em suas costas em 1874. Enquanto na Argentina residentes das colônias britânicas em Buenos Aires, se encarregavam de incluir o futebol entre os gaúchos.
Em Honduras, um diário da família Ustariz (descendentes de franceses) relata como um barco francês, composto em sua maioria por uma tripulação inglesa; chegados às costas de Puerto Cortés em 1896, trazendo consigo muitas bolas de futebol na sua bagagem, os quais utilizavam para se divertir em suas horas livres, cada vez que chegavam à terra firme.
A prática desse esporte novo, atraiu a curiosidade dos habitantes do porto, os que viam os ingleses se divertindo praticando futebol. Ao mesmo tempo que os marinheiros ingleses, alentavam aos habitantes se integrar aos encontros futebolísticos que sustentavam entre eles.

### O crescimento do esporte no país
Enquanto em Honduras o futebol dava seus primeiros passos, vários países do continente europeu e América do Sul já tinham conformadas suas respectivas associações de futebol e outros estavam em processo de sua realização.
Os primeiros países a fundar suas respectivas associações de futebol foram: Os Países Baixos e Dinamarca (1889), aos que se somaram as associações de futebol de Nova Zelândia (1891), Argentina (1893). A estes países, logo se somaram as seleções da Alemanha e Uruguai (1900), Hungria (1901), Noruega (1902), Suécia (1904) no mesmo ano que se fundou a FIFA.

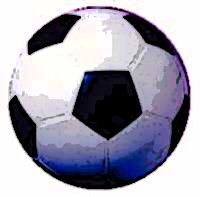
A Federação de Futebol de Honduras se afiliou à FIFA em 1951.

Este crescimento de associações à nível mundial, e o marcado interesse dos hondurenhos pela prática do futebol, propiciaram que o governo da república sob a liderança do presidente Manuel Bonilla se interessara também neste esporte.
Foi por ele que 1906, o governo contratou os serviços do senhor Miguel Saravia de origem guatemalteco para dar aulas de futebol entre os alunos da Escuela de Varones de Tegucigalpa. Três anos mais tarde a Saravia somaria o pai de origem espanhol Niglia como instrutor de futebol, mas desta vez; no Instituto Salesiano San Miguel de Comayagüela.
Depois desses acontecimentos a evolução do futebol em Honduras foi-se dando 'pouco a pouco'. A equipe mais antiga que se registra na história do futebol hondurenho é, o Club Deportivo Olimpia. Esse se fundou primeiramente como clube de beisebol em 12 de junho de 1912, se transformando posteriormente em clube de futebol.
Após a fundação do Club Olimpia, o futebol em Honduras foi alcançando maiores níveis de crescimento através da década de 1920. E se expandiu de maneira rápida em todo o país. Enquanto na capital do país vinha a fundação do Club Deportivo Motagua em 1928. Em San Pedro Sula se fundavam os clubes Marathón e España em 1925 e 1929 respectivamente.
Mais ao norte, a cidade de Puerto Cortés registrou o nascimento do clube Excelsior em 1925, e em La Ceiba apareceu uma equipe conhecida como Naco em 1929. Em outros pontos do país líderes comunitários e seguidores do futebol seguiam o exemplo destes e formavam também suas respectivas equipes locais.
Apesar disso o futebol sofreu uma estagnação organizativa desde então, até 1951 quando a Federação de Futebol (Logo FENAFUTH) através da Federação Nacional Esportiva Extra-escolar se afiliou à FIFA. E se atualizou com a formação da Liga Nacional de Futebol Não Aficionado em 1964. Juntos, esses dois organismos esportivos são os que manejam o futebol de Honduras.
Através de sua curta história, a Liga Nacional tem sido mantida e manejada de uma forma coerente e quase bem sucedida. Através dela, o futebol é parte importante da economia social. Além de algumas equipes, muitos outros hondurenhos; se beneficiam desse esporte, devido às ganâncias que geram com a venda de seus implementos esportivos, venta de boletos, comidas, bebidas, etc. Outros trabalham para rádios e televisões onde os comerciantes pagam por se anunciar.
A renomada 'Federação de Futebol' FENAFUTH por outro lado não teve o mesmo êxito. A má gestão financeira, sua falta de planificação e em alguns casos sua policitação, tem provocado em mais de uma oportunidade, o caos nesta organização esportiva. Por esta razão, Honduras só classificou a um mundial maior (Espanha 1982), uma classificação olímpica (2000) e 4 mundiais juvenis (Túnez 1976, Qatar 1997, Nigéria 1999, Holanda 2005), três dos quais representaram Honduras de uma forma desastrosa por falta de planificação.
Depois dos fracassos obtidos nos últimos quatro anos, a FENAFUTH se re-estruturou com a criação da comissão de seleções. Esta, é agora, a realização da planificação da seleção maior. O resto da federação por outro lado, se encarrega de planificar e lhe dar surgimento aos processos de seleções juvenis. Estas mudanças, começaram a dar seus frutos com a classificação da seleção Sub-17 ao Mundial da Coréia 2007.
Apesar das poucas realizações, o futebol hondurenho tem sido o berço de jogadores de grande talento, então eles tiveram a oportunidade de viajar para o exterior e ganhar muito. Tal foi o caso de José Enrique 'La Coneja Cardona, Jorge Urquía, Gilberto Yearwood, Roberto Figueroa e outros na Espanha. Assim como Carlos Pavón, e Eugenio Dolmo Flores no México. E mais recentemente David Suazo, Julio César de León na Itália. Outros como Eduardo Bennett, Milton Núñez e Danilo Turcios sobressairam da América do Sul.

### Organização do Futebol de Honduras
- Federação Nacional Autônoma de Futebol de Honduras
- Liga Nacional de Futebol de Honduras
- Liga de Ascenso de Honduras

### Seleção nacional
- Seleção Hondurenha de Futebol

### Principais clubes de futebol de Honduras
- Club Deportivo Marathón
- Club Deportivo Platense
- Real Club Deportivo España
- Club Deportivo Olimpia
- Club Deportivo y Social Vida
- Club Deportivo Victoria
- Club Deportivo Motagua
- Atlético Olanchano

## Beisebol
O beisebol é o segundo esporte em equipe, mais importante de Honduras. Este esporte se desligou da Federação Esportiva Extra-escolar em 1979, por estar em total desacordo com a administração desta entidade esportiva.
Honduras através do beisebol; tem participado em muitos eventos esportivos à nivel da América Central e o Caribe. Um de seus jogadores mais destacados foi Horacio Reyna.
As competências da maior liga de beisebol são administradas pela FEHBA.

## Basquete
É outro dos esportes mais praticados em Honduras, existem várias equipes, entre elas o nacional de ingenieros, nos quais há categorias infantis, juvenis, universitários e profissionais.
HISTÓRIA DO BASQUETE EM HONDURAS (Recopilação do folheto editado pelo Prof. Jorge Galeano) Colaboração de Omar Enrique Pacheco e Miguel Rodriguez Izaguirre.
No ano de 1923 se praticava este esporte em diferentes zonas de Honduras, por estudantes que realizavan seus estúdios fora do país e que vinham a passar suas férias em suas casas.
Nesse mesmo ano, o basquete foi impulsionado em Tegucigalpa, capital da República de Honduras, pelo Dr. Henry Gilbert, quem estudava na Lewis and Black High School em Washington, USA.
Outros dos grandes promotores foi Sor Agustina Rosi (Italiana), iniciando-se no Instituto María Auxiliadora de Tegucigalpa, em feminina, que contribuíram os seus conhecimentos em San Pedro Sula e Santa Rosa de Copán, zonas norte e oeste do país.
Dentro do Instituto María Auxiliadora se formarão duas equipes de alunas, chamadas "Pátria" e "União" sendo seus integrantes, Equipe Pátria: María Luisa Salvo, Esther Mejía Mendieta,Emilia Reina, Paula Weddle y Gracia Milben. Pela equipe União: Luz Becerra, Delia Milhen, María Luisa Arias, Julia Reina e María Luisa Cerrato (Sor).
Em Setembro de 1925, a pedido das autoridades locais, se apresenta pela primeira vez o colégio no Estádio Nacional (La Isla) para desenvolver um programa esportivo, celebrando o aniversário do Presidente da República, Miguel Paz Baraona.
Era a primeira vez que o público de Tegucigalpa presenciava uma partida de basquete e um grupo de ginástica também executado que resultou ser a admiração de todo o povo. Em agradecimento, as autoridades obsequiarão uma coroa de louros à Diretora da María Auxiliadora, com uma dedicação de reconhecimento.
Esse mesmo ano, Alejandro Mejía Mendieta organizou competências com várias equipes masculinas. Um ano mais tarde, a profesora Carmen Castro impulsiona o basquete em San Pedro Sula.
Em 1927, se forma uma das primeiras equipas femininas que teve por nome "Tegucigalpa", integrada por várias daminhas da capital, sendo elas: Esther Mejía Mendieta, María Scheleginser, Mercedes Cascajares, Josefita e Carmen Lardizabal, Adelfina Mejía Mendieta, María Luisa Salvo, Amalia e Cristina Lardizabal, Clementina Castro, Leticia Zúñiga, Rosita Gonzales, Lesli Alger, Elia Paz, Aida López Callejas, Julia Henriquez, Isabel Sequeiros, Elia María Calderón, Alicia Matamoros, Eloísa Alemán, AscelaValle, Reina Fernández, Lolita Paz, Joaquina Carrasco, entre outras. O treinador foi Alejandro Mejía Mendieta e os treinamentos se realizavam no Estádio de La Isla.
A segunda equipe que se formou foi a da Normal de Señoritas, cujo treinador foi o Licenciado Roberto Ramírez.
Outras equipes que se formaram nessa época foram: Equipo Helios, treinado por Br. Fernando Lardizabal; "Capitalinos" por Br. Fernando Lardizabal; e a equipe "Motagua" pelo Sr. Alejandro Mejía Mendieta.
No ano de 1928, jogou-se o primeiro campeonato oficial, participando as seguintes equipes: Tegucigalpa: Treinador Lic. Roberto Ramírez e Br. Manuel Zúñiga Ortega, asistente. Helios: Treinador José León Fúnez. Normal de Señoritas: Treinador Br. Jack Alger. Motagua: Treinador Br. Alejandro Mejía Mendieta. Capitalino: Treinador Fernando Lardizabal.
A equipe campeã foi o Club Helios. Os árbitros oficiais desse torneio foram os mesmos treinadores.
Dessas equipes, o "Capitalino" foi dissolvido rapidamente, os demais mantiveram-se por vários anos, realizando várias competências com outras equipes que se organizaram em outros setores do país, mencionando alguns como "San Pedro" integrado por Ela Ineztroza, Evangelina Paz, Lilian Inestroza, Toyota Paz, Enma Pojol, Blanca Midence, Mimillin Suazo, Elvit Navarro, María Izaguirre Gonzales, Inés Bográn, Nelly Mackhey.
A Equipe "Juticalpa" formada por Cristina Paz, Blanca Ondina Rivera, Judith e Betulia Ayes, Malucha e Aurora Flores, Angela Fernández, jogando no campo La Isla.
Na Costa Norte aparecem as seguintes equipes: Äduana Deportivo" de Tela; "Lenca" de El Progreso; "Hércules" de San Pedro Sula; e no ocidente as equipes "King Bee", "Tiburones", "Victoria" de Santa Rosa de Copán e em Tegucigalpa: "Federal Deportivo", "Diablos Negros", "Yankees", Ölimpia", e "Scouts" em ambos sexos, que realizou passeios por toda a América Central destacando em Nicarágua onde fez 5 encontros e jogou com a seleção da Nicarágua à que ganhou por 3 pontos no masculino. Seus integrantes foram: Trino Valladares, Adán Morales,Samuel, Adán e Gilberto Young Torres e Arturo Murillo. No Feminino: Verónica Sauceda, Gloria Orellana, Lila Tercero, Lurvin Cáceres. Martha Velásquez. Logo foram alterados o nome, chamando-se "Gustavo Adolfo Alvarado".
Em 14 de setembro de 1947, inaugurou-se em Tegucigalpa o primeiro ginásio fechado de basquete, sob a administração do General Tiburcio Carias Andino, que se batizou com o nome de "15 de Março" em honra ao aniversário do General Carías Andino. Para a inauguração se jogaram partidas internacionais com equipes da Costa Rica, "Red Socks" feminino e o "Seminario Eduardo Leofin", masculino.
Para as mulheres, em Honduras, foi tomada como base a equipe "Federal Esportivo" reforçado, integrado pelas seguintes jogadoras: Olga Marina Rivera Reyes (capitã), Mercedes Morales (Hércules de San Pedro Sula), Lupe Corea Fiallos, Julia Retes, Consuelo Huete, María Cecilia Rodríguez (Chila), Mirza Orellana (Victoria de Santa Rosa de Copán), Otilia Retes, Angelita Henriquez e Noemi Andino; Treinador Carlos Rivera.
No Masculino se formou um combinado, tomando como equipe base o "Diablos Negros", representando assim à Tegucigalpa, integrado pelos seguintes jogadores: Armando Pavón (capitão), Giles Mac Ewen, Rafael Valencia, Lee Armstrong, José Moreira, Alfredo Kattan, Antonio Canahuati, Luis Morcillo, Jacques Klapish y Phil Andrews.
O Evento internacional foi de três jogos, os quais foram ganhados pelas equipes costa-riquenses. Durante o primeiro dia houve uma apresentação de ginástica da Escuela Normal de Señoritas, sob a direção do Prof. Luis B. Gómez. No Segundo dia, houve luta de boxe entre Pedro Molina contra Carlos Fú e René Gómez contra Armando Pineda. No Terceiro dia houve uma partida de vôlei entre o Instituto San Miguel e a Universidade, tansmitidos por rádio pela emissora "La Voz de Lempira".
Em 1950, se organizou a Seleção Nacional Feminina para competir nos Jogos Olímpicos de Guatemala, sob a direção do mexicano "Porky"Allende. Esta equipe, de grande atuação em Guatemala, fez épocas gloriosas nos anos seguintes, por suas destacadas atuações, colocando o nome de Honduras em letras douradas em toda a América Central.
Com a criação em 1950 da Confederação Centro-americana de Basquete, cujo primeiro campeonato foi ganhado de forma invicta por Honduras no feminino.
As integrantes desta seleção campeã foram as seguintes: Olga Jimenez, Mary Patterson, Lily Bertot, Ligia "Pajilla" Reyna, Enma Bertot, Margarita Rosner (capitã), Ana Crespo,Leticia Barahona, Aida Kattan, Georgina Äbuela"Murillo, Cecilia "Chila" Rodríguez e Guadalupe Corea, tendo como treinador o senhor Roberto Allan, de nacionalidade mexicana.
No dia sábado 3 de junho de 1961, às 4:00 a.m., pegava fogo o ginásio 15 de março, nunca se descobriu quais foram os motivos do incidente, reservas especularam que houve mão criminosa. As últimas partidas jogadas foram amistosos entre a Escuela de Artes Industriales contra Escuela de Varones Normal Asociada e Escuela Normal de Señoritas contra Instituto Central.
No mesmo dia, o Sr. Presidente da República, Ramán Villeda Morales, convocou em seu gabinete, com seus ministros, quem expressou que considerava que de imediato, deveria se constituir un patrão, com o fim de proceder, no menor tempo possível, à construção de um novo ginásio, que ele estimava necessário para o desenvolvimento do esporte em Honduras.
O Patrão da Pré-Construção do Ginásio Nacional ficou integrado com a seguinte diretiva: Presidente Coronel Alfredo Lara Lardizabal, Tesoureiro Licenciado Daniel Matamoros, Fiscal Tomás Cálix Moncada, Vogais 1 a 4: Engenheiro Francisco Prats, Arquiteto Mario Valenzuela, Antonio Bendaña e o conhecedor mercantil Federico Fortín Aguilar.
Durante a época em que não houve ginásio jugou-se na Escuela Lempiras de Comayagúela.
Em 1 de Abril de 1964, se inaugurou o novo ginásio, chamando-se "Rubén Callejas Valentine", tendo como celebração o XI Campeonato Centro-americano de Basquete, onde Honduras ocupou o segundo lugar no feminino e quarto lugar no masculino.
Honduras tem participado em vários campeonatos centro-americanos, ocupando as seguintes posições: 1950. De 10 à 20 de setembro, sede Honduras: Primeiro lugar feminino e quarto lugar masculino. 1951. De 10 à 20 de setembro, sede Guatemala: segundo lugar feminino e não participou no masculino. 1952. De 3 a 13 de dezembro, sede El Salvador: Terceiro Lugar Feminino e não participou no masculino. 1953. De 10 à 20 de Setembro, sede Honduras: Segundo Lugar Feminino e Quarto Lugar Masculino. 1955. Sede Guatemala: Não houve competência no feminino e não participou no masculino. 1958. De 14 à 24 de Março, sede Nicarágua: Segundo Lugar Feminino e Terceiro Lugar Masculino. 1960. De 20 a 28 de fevereiro, sede Costa Rica: Não participou. 1961. De 9 a 18 de março, sede El Salvador: Segundo Lugar Feminino e Quinto Lugar Masculino. 1962. De 22 de fevereiro a 2 de março, sede Panamá: Terceiro Lugar Feminino e não participou no masculino. 1963. De 13 a 22 de março, sede Costa Rica: Segundo Lugar Feminino e Quarto Lugar Masculino. 1964. De 1 a 11 de abril, sede Honduras: Segundo Lugar Feminino e Quarto Lugar Masculino. (Inauguração do Ginásio Nacional Rubén Callejas Valentine) 1966. De 16 a 26 de abril, sede Guatemala: Segundo Lugar Feminino e Quinto Lugar Masculino. 1971. Sede Costa Rica: Segundo Lugar Feminino e Terceiro Lugar Masculino. 1972. Quinto Lugar Feminino e Terceiro Lugar Masculino. 1979. De 2 a 8 de dezembro, sede Guatemala: Primeiro Lugar Feminino e Quarto Lugar Masculino. 1981. De 16 a 23 de agosto, sede Honduras: Terceiro Lugar Feminino e Segundo Lugar Masculino. 1983. De 9 a 16 de dezembro, sede El Salvador: Terceiro Lugar Feminino e Segundo Lugar Masculino. Este ano foi alcançado a clasificação para o Centrobasket masculino 1985, celebrado no México de 10 a 20 de maio sendo treinadores Víctor "Maldito" Fúnes e Mario Miguel "Pelusa" Argeñal; Raúl Lanza, preparador físico; German García, kinesiólogo; e os jogadores Ostín Anael Salmerón, Julio Cesar Rivera Lanza, Eddy Cannedy, Omar Cacho Gil, Zacarías Arzú, Octavio Matamoros, Mario Blanco, Wilfredo Moreira, Mario Bustillo, Jesús Cruz, Marco Antonio Avilés e Nelson Lanza.
Em 19 de setembro de 1987, foi criada a Federação Nacional de Basquete de Honduras, FENABAH, sendo seu primeiro presidente, o Licenciado Efraín Díaz Arrivillaga (Setembro de 1987 a Fevereiro de 1990).
Os seguintes presidentes tem sido: 1990-1992: Coronel Manuel Alvaro Flores Ponce 1992-1994: Licenciado Danilo Solano 1994-1996: Senhor José Hung Pacheco 1996-1998: Licenciado Omar Cacho Gil 1998-2000: Engenheiro José Ramón Ordoñez 2000-2002: Licenciado Carlos Solís 2002-Atual: Jornalista Jorge Calix

## CONDEPAH
A maioria das federações e associações esportivas nacionais de Honduras, se agrupam sob a Confederação Esportiva Autônoma de Honduras, a qual foi criada em 27 de setembro de 1993.
Estas federações desfrutam de autonomia administrativa, personalidade jurídica, patrimônio próprio, está sujeita ao regime jurídico que contempla a constituição da república e outras leis existentes, para as instituições descentralizadas.
A sede da CONDEPAH é a cidade de Tegucigalpa, município do Distrito Central.